# Inner Harbor

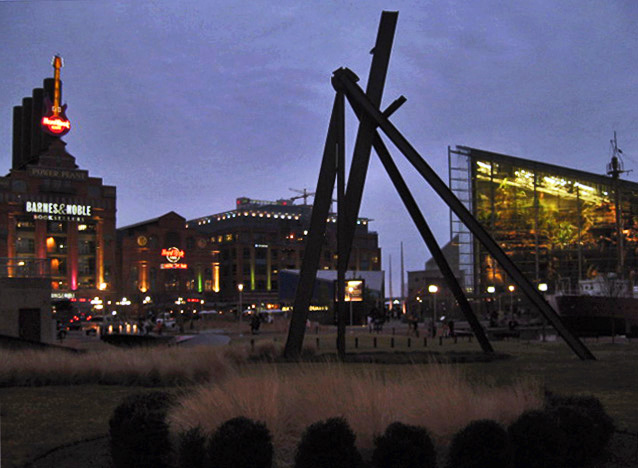
Winkels, restaurants en musea in de Inner Harbor

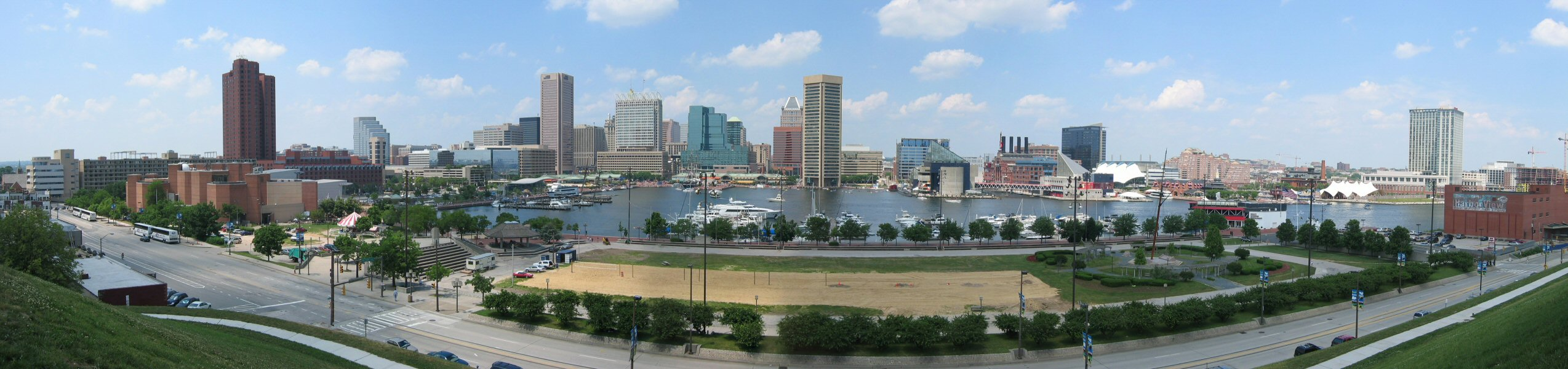
Panoramisch zicht op de Inner Harbor

De Inner Harbor is een historische zeehaven, toeristische trekpleister en oriëntatiepunt in de Amerikaanse stad Baltimore (Maryland).

## Bezienswaardigheden

### Musea
- American Visionary Art Museum
- Baltimore Museum of Industry
- Civil War Museum at the President Street Station
- Geppi's Entertainment Museum
- Jewish Museum of Maryland in de Lloyd Street Synagogue
- Museum of Dentistry
- Nationaal aquarium van Baltimore
- Port Discovery Children's Museum
- Reginald F. Lewis Museum of African-American History and Culture
- Sports Legends at Camden Yards

De Inner Harbor telt ook enkele conferentiehallen en arena's.

### Historische schepen
- Chesapeake (LV-116)
- USCGC Taney (WHEC-37)
- USS Constellation (1854)
- USS Torsk (SS-423)

### Sport
- M&T Bank Stadium
- Oriole Park at Camden Yards
- Stratencircuit Baltimore